# 1950年の日本競馬
1950年の日本競馬（1950ねんのにほんけいば）では、1950年（昭和25年）の日本競馬界についてまとめる。
馬齢は旧表記で統一する。
1949年の日本競馬 - 1950年の日本競馬 - 1951年の日本競馬

## できごと

### 1月 - 3月
- 1月3日 - 東京競馬場で15日まで、阪神競馬場では4日から22日までの日程で、正月競馬が開催される。金杯、銀杯[注 1]もこのとき編成された[1]。
- 1月25日 - 川崎競馬場が竣工。2月には平塚市営競馬、3月には横浜市営競馬が開催され、好成績を上げた[1]。

### 4月 - 6月
- 4月1日 - 中央競馬第1回中山・第1回京都開催より、フォトチャートカメラが使用される[2]。
- 4月25日 - 大井競馬場が竣工。5月12日に初開催が行われ、同年中に指定市町村の委託競馬を10回開催、約8億7000万円の売得金を示した[1]。
- 5月20日 - 第2回京都開催より、馬の減少対策のひとつとして速歩競走が毎日1鞍ずつ、最終第10競走として施行されるようになる[3]。
- 5月30日 - 6月13日まで、第17回東京優駿をひかえ、新宿二幸でダービー展が開催される[2]。
- 6月8日 - NHKにおいて、尾形藤吉調教師を招いて「ダービー候補馬を語る夕」が放送される[2]。
- 6月11日 - 第17回東京優駿が空前の出走頭数26頭で争われ、橋本輝雄騎乗のクモノハナが優勝した[2]。

### 7月 - 9月
- 7月3日 - 国営競馬実施規則が改正され、地方競馬に移籍するために馬名登録を抹消された3歳馬でも、国営競馬に復帰できるようになった[4]。
- 8月24日 - 船橋競馬場が初の開催を迎える[1]。
- 9月23日 - 国営競馬が連勝複式の発売を中止。しかし客足の激減を招いたことにより、10月14日より発売を再開している[4]。

### 10月 - 12月
- 10月6日 - 東京都の23区が独自で競馬を開催するための、特別区競馬組合が設立される[4]。
- 11月26日 - 阪神競馬場で第1回チャレンジカップが開催される[3]。
- 12月5日 - 競馬の控除率を37%から25%へ引き下げる競馬法の一部改正案が国会に提出される。12日に可決され、22日より施行された[4]。
- 12月21日 - 中京地区に国営競馬場を1か所新設するという競馬法改正案が提出されて通過。中京競馬場建設が本格的に進められる[4]。

### その他
- 高知（桟橋）競馬場が再開、また福岡県八幡競馬場・福島県若松競馬場が開設される[4]。
- 高知県の長浜競馬場が廃止される[4]。
- 中山競馬場が近隣の用地買収を進め、2000メートル競走の新設の準備を行っている。同年、千葉地方検察庁より競馬法改廃に際しての動向から4月よりの開催を中止するよう求められていたが、折衝の結果解消された[4]。

## 競走成績

### 公認競馬の主な競走
- 第10回桜花賞（阪神競馬場・5月3日）優勝 : トサミツル（騎手 : 境勝太郎）
- 第10回皐月賞（中山競馬場・5月5日）優勝 : クモノハナ（騎手 : 橋本輝雄）
- 第21回天皇賞（春）（京都競馬場・6月4日） 優勝 : オーエンス（騎手 : 土門健司）
- 第17回東京優駿競走（日本ダービー）（東京競馬場・6月11日) 優勝 : クモノハナ（騎手 : 橋本輝雄）
- 第11回菊花賞（京都競馬場・10月29日） 優勝 : ハイレコード（騎手 : 浅見国一）
- 第22回天皇賞（秋）（東京競馬場・11月3日） 優勝 : ヤシマドオター（騎手 : 保田隆芳）
- 第11回優駿牝馬（オークス）（東京競馬場・11月19日) 優勝 : コマミノル（騎手 : 渡辺正人）

### 障害競走
- 第25回中山大障害（春）（中山競馬場・5月5日）優勝 : エイシヤイン（騎手 : 小森園正義）
- 第26回中山大障害（秋）（中山競馬場・12月7日）優勝： アシガラヤマ（騎手：吉野勇）

## 誕生
この年に生まれた競走馬は1953年のクラシック世代となる。

### 競走馬
- 4月2日 - スタイルパッチ
- 4月12日 - チエリオ
- 5月6日 - ハクリヨウ
- 5月13日 - ボストニアン、ホウセント
- 5月20日 - フクパーク
- 10月23日 - オパールオーキツト

### 人物
- 1月7日 - 岡崎伸吉騎手
- 1月8日 - 河野通文調教師（JRA）
- 2月7日 - 上野清章騎手（JRA）
- 2月15日 - 松田幸春騎手（JRA）
- 3月18日 - 西橋豊治騎手、調教師（JRA）
- 4月10日 - 佐々木修一調教師（水沢）
- 7月29日 - 中島敏文騎手、調教師（JRA）
- 8月21日 - 佐藤賢二騎手、調教師（船橋）
- 9月15日 - 高橋優子騎手（水沢）
- 9月25日 - 蓑田早人騎手（JRA）
- 9月28日
  - 松田国英調教師（JRA）
  - 佐々木一夫騎手、調教師（ホッカイドウ）
- 9月29日 - 押田年郎騎手（JRA）
- 10月31日 - 田所秀孝騎手、調教師（JRA）
- 11月9日 - 湯窪幸雄騎手、調教師（JRA）
- 11月25日 - 橋本壽正調教師（JRA）
- 12月14日 - 崎山博樹騎手、調教師（JRA）
- 12月24日 - 石坂正調教師（JRA）
- 12月29日 - 星野忍騎手、調教師（JRA）

## 死去

### 人物
- 7月29日 - 布施季三（調教師）
- 11月23日 - 吉野庄三郎（調教師、元騎手）